# Steinbeck (Westfalen)

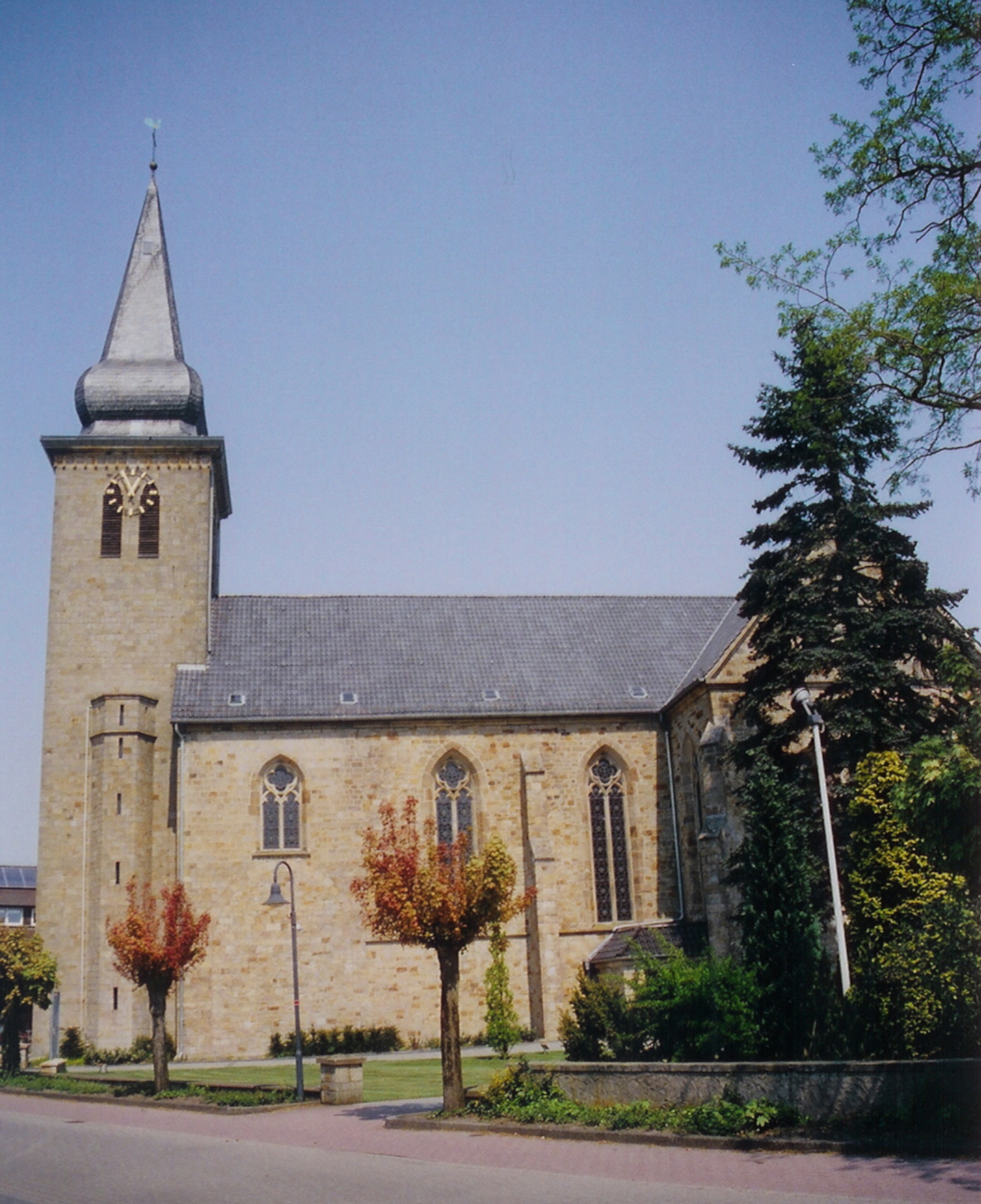
Die unter Denkmalschutz stehende römisch-katholische Kirche St. Philippus und Jacobus in Steinbeck

Steinbeck in Westfalen ist ein Ortsteil der Gemeinde Recke in der Region Tecklenburger Land.
Um den Ortskern gruppieren sich die Bauerschaften Bad Steinbeck, Püttenbeck, Mertensberg und Buchholz.

## Lage und Sehenswürdigkeiten
Südlich von Steinbeck liegt die Ibbenbürener Bergplatte mit dem Dickenberg. Der Mittellandkanal teilt das Ortszentrum in einen südlichen und einen nördlichen Teil. Die Tecklenburger Nordbahn verläuft durch Steinbeck. Südlich des Ortes liegt der Buchholzer Forst. In dem Waldgebiet mit dem Bergbaurelikt Steinbecker Stollen wurde ein Bergbaulehrpfad angelegt, der einen Einblick in die Arbeitswelt des Bergmannes zulässt. Außerdem steht dort der Förderturm Buchholz, ein 2004 errichteter 14 Meter hoher Aussichtsturm.
Unweit des Ortskerns befindet sich in Bad Steinbeck das Schwefelbad Steinbeck, die einzige staatlich anerkannte Heilquelle im Münsterland. Die 1823 entdeckte Heilquelle zieht Patienten weit über die Region hinaus an und bietet unterstützt bei der Behandlung von rheumatischen Erkrankungen, Arthrose, Bandscheibenerkrankungen sowie Hautkrankheiten.
Zu den Sehenswürdigkeiten des Dorfes zählt die denkmalgeschützte Kirche St. Philippus und Jacobus.
Eine Besonderheit in Steinbeck sind die dort zahlreichen Werke des Künstlers Joseph Krautwald, die sich nicht nur in der Kirche und auf dem Friedhof, sondern auch auf Privatgrund befinden.

## Einwohnerentwicklung
| Datum      | Einwohner |
| ---------- | --------- |
| 31.12.2013 | 2200      |
| 31.12.2015 | 2201      |
| 31.12.2017 | 2205      |

## Bedeutende Bürger von Steinbeck
- August Konermann (1881–1950), katholischer Pfarrer und Diözesanpräses der Katholischen Arbeiter Bewegung
- Heinrich Glasmeyer (1893–1974), Politiker (CDU)
- Paul Nößler (1929–2018), Bergmann, Vertriebenenvertreter und Kommunalpolitiker
- Erich Rutemöller (* 1945), Fußballtrainer
- Wolfgang Kölker (* 1959): ehem. NRW-Landtagsabgeordneter
- Kerstin Garefrekes (* 1979): Fußballspielerin
- Annalena Rieke (* 1999): Fußballspielerin